# 加藤七左衛門
加藤 七左衛門（かとう しちざえもん、1880年（明治13年）11月 - 1971年（昭和46年）7月）は、日本の剣道家。段位称号は範士九段。

## 生涯
岐阜県加茂郡富加町出身。大字夕田の浅野庄太郎の四男。10歳のころより剣術を学び地方の試合では優勝した。
16歳の時、専心田宮流剣法を修練し、初巻目録を授与。その後愛知県の北辰一刀流剣道家・加藤貫一の養子となる。同門には後に剣道十段となる小川金之助がいた。
20歳の時、2年間京都の大日本武徳会本部へ出張し技を磨く。その後、名古屋監獄教習所、愛知県警察部、明倫中学校、名古屋税関で剣道教師を務めた。
1940年（昭和15年）、紀元二千六百年奉祝天覧武道大会に指定選士として出場。リーグ戦で堀正平、浅子治郎、森末弘雅に敗れ、リーグ敗退した。
1964年（昭和39年）、東京オリンピック・デモンストレーション剣道試合に最年長選手（83歳）として出場。長野充孝（83歳）との試合を披露した。
剛直の面はあったがよく弟子を愛して敬慕された。晩年は菊造りを楽しみ、至極温厚な好々爺であったという。1971年（昭和46年）7月、91歳の天寿で死去。

## 段位称号
- 1911年（明治44年）、田宮流剣法の免許神秘奥儀
- 1918年（大正7年）、剣道五段、精錬証
- 1931年（昭和6年）、剣道教士
- 1946年（昭和21年）、剣道範士
- 1957年（昭和32年）、剣道八段
- 1969年（昭和44年）、剣道九段

## 受賞
- 中日新聞から社会功労賞
- 愛知県教育委員会から体育功労賞
- 旭日章叙勲